# ليزا ووكر
ليزا ووكر (بالإنجليزية: Liza Walker)‏ هي ممثلة بريطانية، ولدت في 7 يوليو 1972 في المملكة المتحدة.

## وصلات خارجية
- ليزا ووكر على موقع IMDb (الإنجليزية)
- ليزا ووكر على موقع قاعدة بيانات الفيلم (الإنجليزية)